# Magyarország oktatási rendszere
Magyarország oktatási rendszere a közoktatást és a felsőoktatást foglalja magába, tekintet nélkül a fenntartó vagy az üzemeltető személyére (állami, önkormányzati, alapítványi, egyházi, magán stb.).
Lásd: Tankötelezettség Magyarországon

## A mai magyar oktatási rendszer
| Időtartam (év)   | Képzési forma                  | Életkor                                                   |
| ---------------- | ------------------------------ | --------------------------------------------------------- |
| 3–4              | óvoda                          | 3 éves kortól                                             |
| 4–6–8            | alapfokú oktatás               | 6 éves kortól                                             |
| 8–6–4 vagy 4–5–6 | gimnázium vagy szakközépiskola | 10-12-14 vagy 15 éves kortól                              |

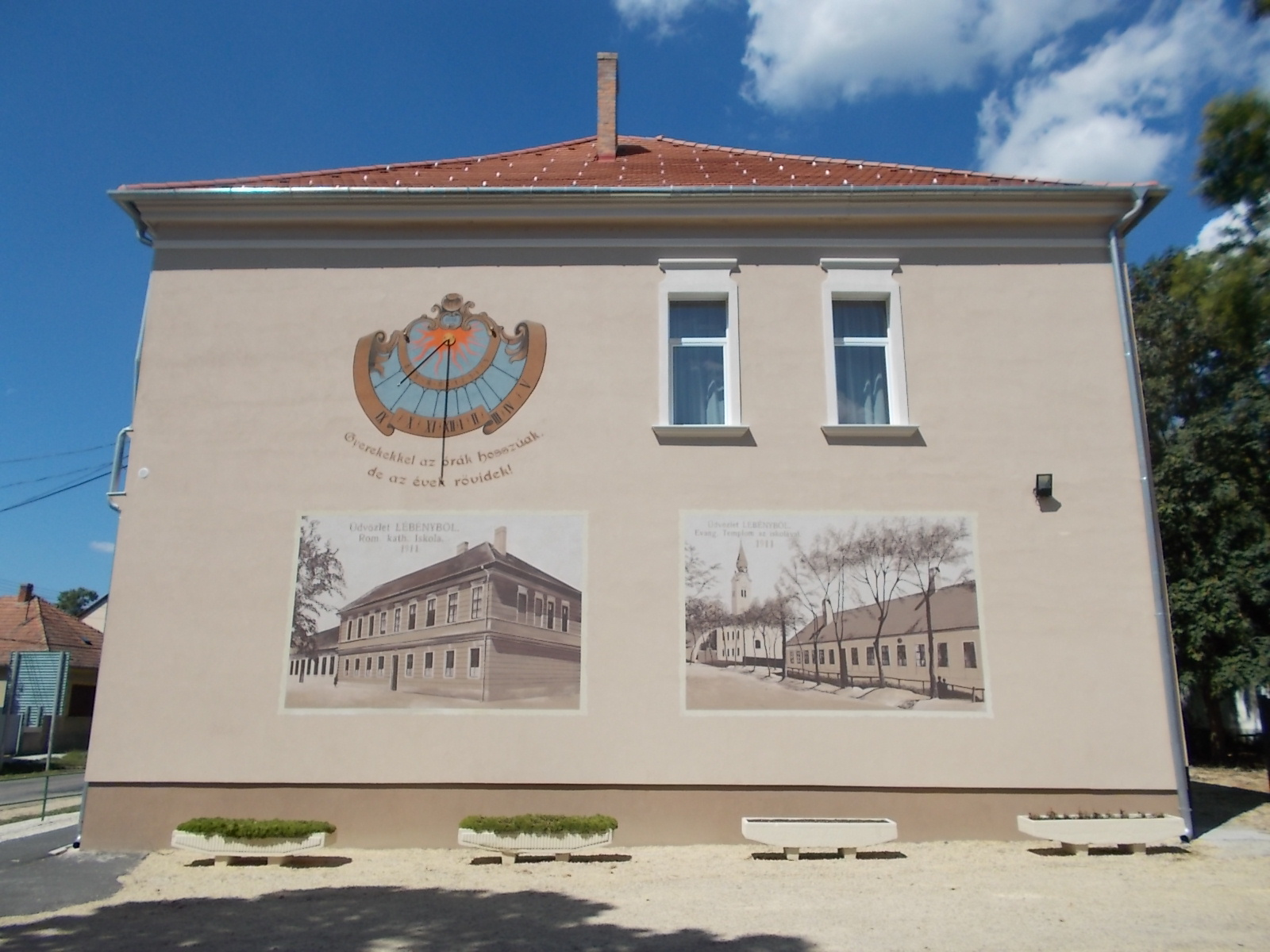
A lébényi általános iskola

| 3–4              | felsőoktatási alapképzés       | érettségi után; leggyakrabban 18 éves kortól              |
| 2–1              | felsőoktatási mesterképzés     | felsőoktatási alapképzés után, általában 21 éves kortól   |

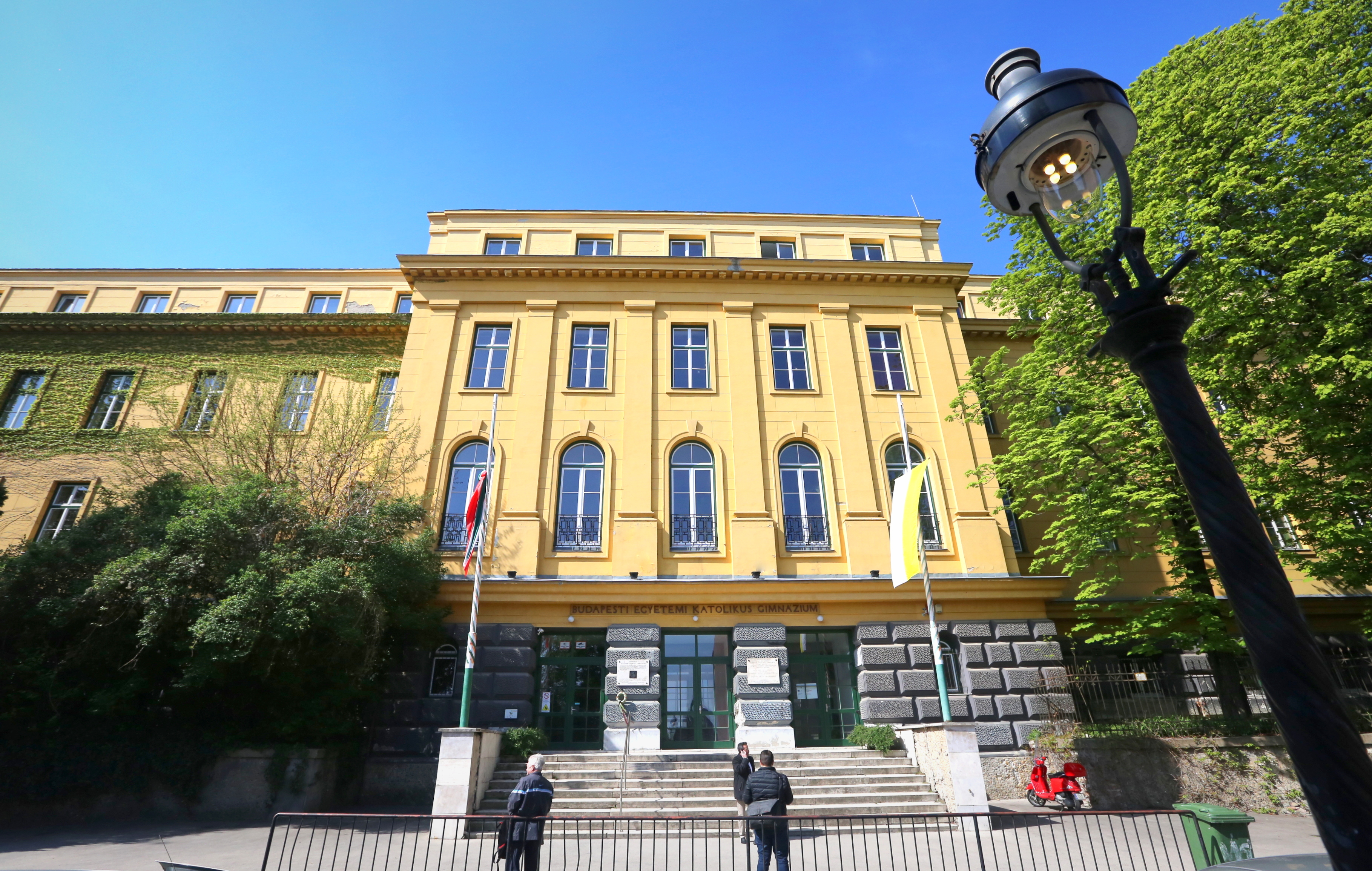
A Budapesti Egyetemi Katolikus Gimnázium

| 4                | doktori képzés                 | felsőoktatási mesterképzés után, általában 23 éves kortól |

### Felsőoktatás

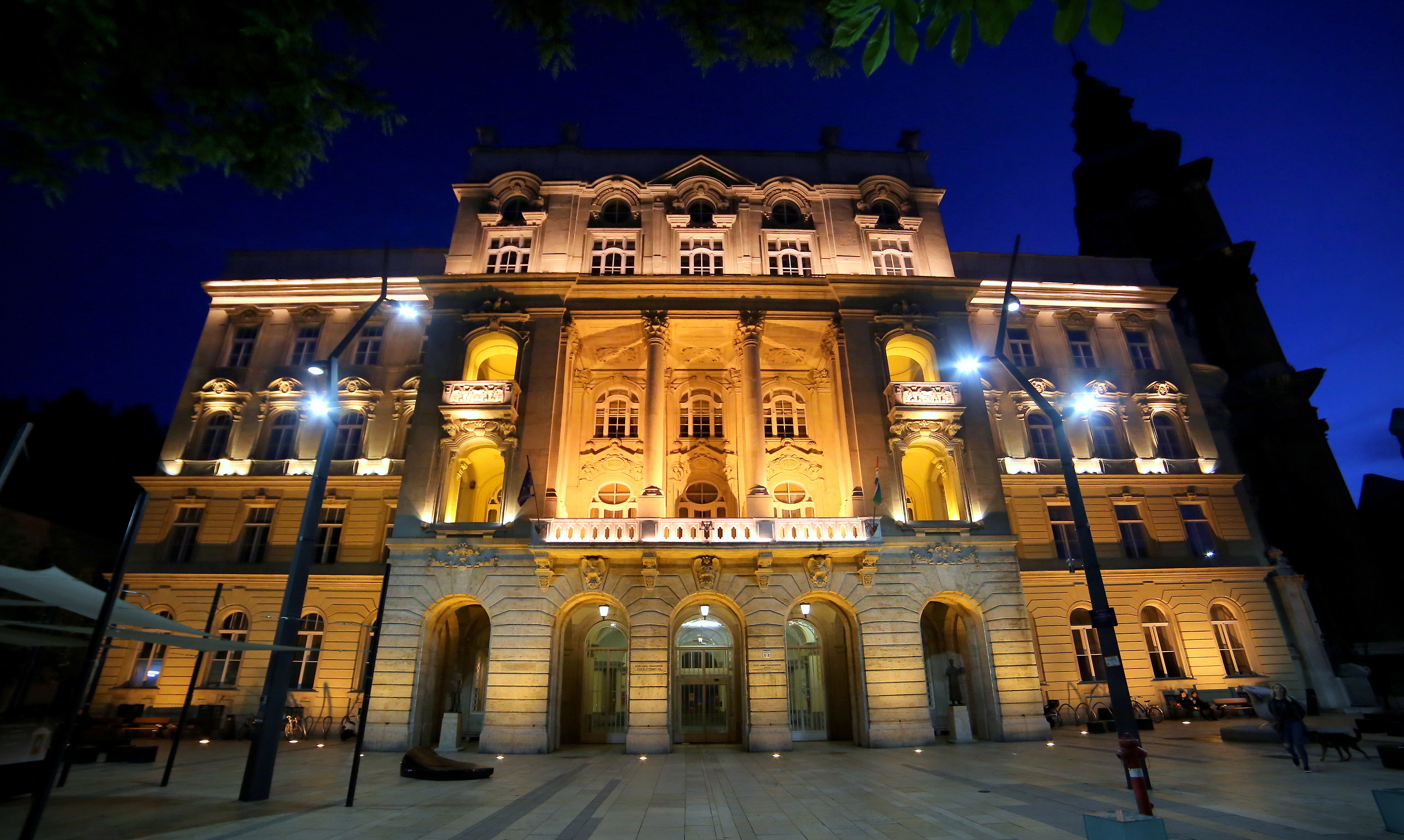
Az Eötvös Loránd Tudományegyetem főépülete Budapesten

A felsőoktatás az úgynevezett bolognai folyamat során 2005-től fokozatosan átállt a hagyományos, egységes (osztatlan) 3-4 éves főiskolai és 4-6 éves egyetemi képzésekről a háromszintű rendszerre. Ebben a rendszerben 3 éves alapképzést elvégzők egy része felvételt nyerhet a 2 éves (tanári szakokon 2-3 éves) mesterképzésekre. A legfelső szint a 4 évig tartó doktori képzés.
Az osztatlan képzésre felvetteknek nincs alap- és mesterképzésre osztva a tanulmányuk, hanem egyben végzik el és főiskolai illetve egyetemi diplomát kapnak a végzésük helyétől függően. (2007-ben kifutó jelleggel jelen voltak a tanulmányaikat 2006 előtt elkezdők végzéséig, azonban 6 szakon (orvos, fogorvos, gyógyszerész, állatorvos, jogász, építész) még indult osztatlan rendszerű képzés.)
A magyar felsőoktatásnak két érdekes sajátossága alakult ki: Az egyik a több helyen, sokszor főállásban oktató docensek, professzorok nagy száma (Intercity-professzorok). Ez a 90-es években alakult ki, az egyetemek illetve szakok akkreditációja ugyanis, a színvonal érdekében, megkövetelte előírt számú, bizonyos fokozattal rendelkező oktató meglétét, így az intézménynek még teljes fizetés megadása mellett is megérte más intézmények oktatóit alkalmazni. Az oktatók részéről ennek előnye a megtöbbszörözött fizetés mellett a nagyobb hatalom, az adott tárgy oktatásában és kutatásában kialakítható országos monopolhelyzet. Ebből adódik, hogy nyilatkozatoknál „az ELTE és a Pázmány Péter Katolikus Egyetem professzora”, stb. lehet a titulus. 

#### A felsőoktatás képzési szintjei
A középiskolai végzettségre épülő, felsőoktatásban elérhető, rövid idejű szakmaorientált képzéseket felsőoktatási szakképzésnek nevezik Magyarországon. A hallgatói létszám nem jelentős. A képzések nem adnak felsőfokú végzettséget. Ezek a képzések az Európai Képesítési Keretrendszer (EQF) 5. szintjén találhatók.
A felsőoktatásba való felvétel általános előfeltétele a középiskolai tanulmányok végén letehető érettségi vizsga. A felsőoktatási intézménybe való felvételhez egyes alapszakok esetében az érettségi vizsga teljesítésével kapcsolatos és más követelményeket (például emelt szintű érettségi, alkalmasság, szóbeli felvételi vizsga) az egyes felsőoktatási intézmények határozzák meg
- A tipikus alapképzési (bachelor) program 3 éves, 180 kredit értékű, de egyes képzési területeken vannak 3 és fél éves, 180+30 kredit értékű, illetve 4 éves, 240 kredit értékű programok is. Ezeket a programokat egy a felsőoktatásért felelős miniszter által rendeletben kiadott felsőoktatási képesítési jegyzék tartalmazza. Ezen programok a kimenetüket tekintve megfelelnek az Európai Felsőoktatási Térség számára meghatározott képesítési keretrendszer első ciklusának, valamint a Magyar Képesítési Keretrendszer (MKKR) 6. szintjének.[4]
- A tipikus mesterprogram 2 éves, 120 kredit értékű, de egyes képzési területeken előfordulnak 3 féléves 90 kreditértékű, illetve 2 féléves, 60 kreditértékű programok is.A mesterprogramok kimenetüket tekintve megfelelnek az Európai Felsőoktatási Térség számára meghatározott képesítési keretrendszer második ciklusának, valamint  az Európai Képesítési Keretrendszer 7. szintjéhez illeszkedik [5].
- Az egyetemeken a Magyar Tudományos Akadémia által meghatározott tudományterületenként doktori iskolák szerveződnek, és a doktori iskolákban doktori programok működnek. (A legtöbb területen a doktori programok „Doctor of Philosophy” (PhD) fokozattal, a művészetek területén a doktori programok „Doctor of Liberal Arts” (DLA) fokozattal végződnek.). A doktori tanulmányok kormányrendelet alapján alapvetően két szakaszra oszlanak: az első szakasz egy tanított, nappali tagozaton 2 éves, részképzéssel általában hosszabb ideig tartó, 120 kredites szervezett program, amelyet követően a hallgatók komplex vizsgát tesznek. A sikeres vizsgát letevők részt vesznek a második szakaszban, amely az ún. fokozatszerzési eljárás, egyéni kutatómunkával és a végén a doktori disszertáció benyújtásával és megvédésével. Erre 3 év áll rendelkezésre, amely indokolt esetben 1 évvel meghosszabbítható. Doktori képzésben az vehet részt, aki korábban mesterfokozatot szerzett.[6]

#### A felsőoktatásban tanító oktatók
A felsőoktatási intézményben különböző oktatói munkakörök (szintek) vannak, illetve további tanári munkakörök. A 2013/2014-es tanévben 19237 fő oktató és 1900 fő egyéb tanári munkakörben foglalkoztatott volt. A 2022/2023-as tanévben 24659 fő oktatói és 1698 fő volt egyéb tanári munkakörben foglalkoztatva. A teljes munkaidős oktatók és tanárok száma 15260 fő.
A 2022/2023-as tanévben oktatói és egyéb tanári munkakörben foglalkoztatottak száma:
| Oktatói munkakör     | oktatók száma | Tanári munkakör  | tanárok száma |
| egyetemi tanár       | 1778          | nyelvtanár       | 514           |
| főiskolai tanár      | 439           | testnevelő tanár | 155           |
| egyetemi docens      | 4956          | kollégiumi tanár | 36            |
| főiskolai docens     | 677           | más tanár        | 755           |
| adjunktus            | 4476          | mestertanár      | 238           |
| tanársegéd           | 2939          |                  |               |
| gyakornok tanársegéd | 27            |                  |               |
| mesteroktató         | 822           |                  |               |
| más oktató           | 8545          |                  |               |
| összesen             | 24659         |                  | 1698          |

#### A felsőoktatási intézmények típusai
A magyar felsőoktatási intézmény egyetem, azon belül alkalmazott tudományok egyeteme vagy főiskola lehet. Teológiai akadémia név alatt is működnek intézmények. A főiskolák és az egyetemek is meghirdethetnek alap- és mesterképzéseket is, és mindkét intézmény típusban ugyanolyan ismereteket szerezhetnek a hallgatók a képzés során. Ezért a képző intézményben megszerzett oklevél fokozata (alap- vagy mesterfokozat) a meghatározó.
- Egyetem az a felsőoktatási intézmény, amelyik legalább nyolc alapképzési és hat mesterképzési szakon jogosult képzésre, valamint doktori képzésre és doktori fokozat odaítélésére. A munkaviszony, illetve közalkalmazotti jogviszony keretében foglalkoztatott oktatóinak, kutatóinak legalább 60 százaléka rendelkezik tudományos fokozattal; tudományos diákköröket működtet; és az általa indított szakok egy részén képzéseit képes idegen nyelven tartani.
- Alkalmazott tudományok egyeteme az a felsőoktatási intézmény, amelyik legalább négy alapképzési és két mesterképzési szakon jogosult képzésre, legalább két szakon duális képzést folytat – ha a működési engedélye kiterjed a műszaki, informatika, agrár, természettudomány vagy gazdaságtudományok képzési területre, szakra; munkaviszony, illetve közalkalmazotti jogviszony keretében foglalkoztatott oktatóinak, kutatóinak legalább 45 százaléka rendelkezik tudományos fokozattal; tudományos diákköröket működtet; és az általa indított szakok egy részén képzéseit képes idegen nyelven folytatni.
- Főiskola az a felsőoktatási intézmény, amelyik munkaviszony, illetve közalkalmazotti jogviszony keretében foglalkoztatott oktatóinak, kutatóinak legalább harmada rendelkezik tudományos fokozattal. A főiskola tudományos diákköröket működtethet.[8]

A korábbi szinte kizáróan állami fenntartású egyetemek helyett mára egyházi fenntartású oktatási intézmények is jelen vannak az országban. Az elmúlt években számos állami egyetemből alapítványi fenntartású intézmény lett. A modellváltás azt jelenti, hogy az egyetemek kikerültek a közvetlen állami fenntartású intézmények köréből, az alapítói, fenntartói jogok egy kifejezetten erre a célra alapított vagyonkezelő alapítványhoz kerültek át. Az állam a jövőben is hozzájárul.ezen intézmények pénzügyi támogatásaihoz. A feladat ellátásához szükséges infrastruktúra az egyetemen saját tulajdonába kerül. 2021-ben született döntés arról, hogy az állami fenntartónál csak budapesti egyetemek maradnak. A vidéki városokban csak alapítványi egyetemek lesznek. Az Eszterházy Károly egyetem pedig egyházi fenntartásba került, így a 64 magyarországi felsőoktatási intézmény közül mindössze hat – a Budapesti Műszaki és Gazdaságtudományi Egyetem, az Eötvös Loránd Tudományegyetem, a Liszt Ferenc Zeneművészeti Egyetem, a Magyar Képzőművészeti Egyetem, a Nemzeti Közszolgálati Egyetem és az Eötvös József Főiskola – maradt állami irányítás és fenntartás alatt.
Magyarországon magánegyetemek is működnek, ezek korábban sem em voltak állami kézben: Metropolitan Egyetem, International Business School, Milton Friedman Egyetem, Kodolányi János Egyetem

#### A diplomások számának változása
Magyarországon az egyetemi, főiskolai stb. oklevéllel rendelkező népesség megoszlása százalékában a 30–34 éves korcsoportnál folyamatosan növekedett: 1920-ban: 2,1%, 1941-ben: 1,5%, 1949-ben: 2,1%, 1960-ban: 3,7%, 1970-ben: 5,4%, 1980-ban: 10,7%, 1990-ben: 13,2%, 2001-ben: 15,3%, 2011-ben: 28%
2025-ben 87 ezer állami ösztöndíjas helyet irányoztak elő. 2007-ben Magyarországon 97 613 volt az élve születések száma, így hozzávetőleg 2025-ben ennyien voltak a 18 éves korosztályban. Ezek alapján – amennyiben csak ezen két adat kerülne figyelembe vételre, akkor – az adott korosztály közel 90%-ának helye volt a felsőoktatásban. Kormányzati közlés szerint 2025-ben rekordszámú, 129 730 fő adta be a felvételi jelentkezését valamelyik hazai felsőoktatási intézménybe, a jelentkezők közül minden negyedik 30 év feletti, azaz munka mellett jelentkezett.

#### A felsőoktatás képzési területei( és néhány jellemző szak példaképpen):[17]
- Agrár képzési terület: élelmiszermérnöki, kertészmérnöki, szőlész-borász mérnöki, természetvédelmi mérnöki, vidékfejlesztési agrármérnöki szak, állatorvos stb.
- Államtudományi képzési terület: közigazgatás-szervező, bűnügyi, rendészeti szak, nemzetbiztonsági, katasztrófavédelem, katonai logisztika, katonai vezetői szak
- Bölcsészettudomány képzési terület: pszichológia, történelem, pedagógia, magyar szak, anglisztika szak, stb.
- Gazdaságtudományok képzési terület: gazdálkodási és menedzsment, pénzügy és számvitel, kereskedelem és marketing, turizmus-vendéglátás, nemzetközi gazdálkodás
- Informatika képzési terület: gazdaságinformatikus, mérnökinformatikus, programtervező informatikus szak
- Jogi képzési terület: jogász, igazságügyi igazgatási szak, személyügyi, munkaügyi és szociális igazgatási szak
- Műszaki képzési terület: anyagmérnöki, energetikai mérnöki, építészmérnöki, építőmérnöki, gépészmérnöki, járműmérnöki, közlekedésmérnöki, logisztikai mérnöki, műszaki földtudományi, műszaki menedzser, vegyészmérnöki, villamosmérnöki szak
- Művészet képzési terület: előadó-művészet, formatervezés, koreográfus, mozgókép, táncművész, tervezőgrafika szak, textiltervezés szak, stb.
- Művészetközvetítés képzési terület: drámainstruktor, mozgóképkultúra és médiaismeret, zenekultúra szak
- Orvos- és egészségtudomány képzési terület: orvos, fogorvos, gyógyszerész, ápolás és betegellátás, egészségügyi szervező,  orvosi diagnosztikai analitikus szak
- Pedagógusképzés képzési terület: csecsemő- és kisgyermeknevelő, óvodapedagógus, tanító, gyógypedagógia szak
- Sporttudomány képzési terület: edző, sportszervezés szak
- Társadalomtudomány képzési terület: politikatudományok, szociológia, szociálpedagógia, kulturális antropológia, filozófia stb.
- Természettudomány képzési terület: biológia, fizika, kémia, földtudományi, földrajz, matematika szak

## A honosítás
A külföldön szerzett PhD fokozatot Magyarországon kizárólag  honosítás után lehet érvényesnek tekintetni.  A honosítás úgy történik, hogy kérelemre, eljárási díj befizetése után, valamelyik magyar doktori iskola a jelölt anyagát, cikkeit megvizsgálva kiadja a PhD fokozatot.